# Joseph Martin
Joseph Martin (Montpellier, c. 1760 - ibíd. 1826) fue un botánico y jardinero francés. Gran recolector de plantas, trabajó en el Jardin du Roi en París y fue enviado en expediciones a Mauricio, Madagascar, Cabo de Buena Esperanza y el Caribe. Los especímenes de herbario que recolectó se alojan en diferentes museos europeos.

## Biografía

### Jardineros-botánicos en la Ilustración
Durante la Ilustración, Francia e Inglaterra organizaron y elaboraron programas de introducción de plantas para explorar el potencial de las plantas no solo como alimento para sus colonias, sino como novedades botánicas de todo tipo. En París, la planificación del proyecto la realizó el jardinero jefe del Jardin du Roi, André Thouin, que recomendó realizar un inventario de plantas, tanto nativas como exóticas, en cada colonia, y desarrollar un sistema de intercambio recíproco de plantas. Parte de este programa fue el envío de novatos horticultores y botánicos en los viajes de exploración científica.

### Recogida en Mauricio
En 1788, Martin fue seleccionado por Thouin como el primer jardinero para recoger especímenes de plantas para el Jardin du Roi en Madagascar y el Caribe. La misión, que abarcaría hasta 1789, se dirigió a la Isla de Francia (Mauricio), con plantas europeas para el cultivo y con instrucciones de recoger plantas autóctonas de las islas mascareñas, útiles para llevarlas a colonias francesas en las Indias Occidentales y de esta forma introducir nuevos cultivos. 
Thouin le dio a Martin instrucciones extensas —Memoire sur le transporte des vegetaux par mer et par terre— sobre cómo recoger y transportar sus colecciones botánicas. Navegando desde Le Havre en mayo de 1788 en el Stanislas, Martin llegó a finales de julio a la Isla de Francia. Fue entrenado en el Jardín Botánico de Pamplemousses por su director, Jean-Nicolas Céré, a partir de julio de 1788 hasta marzo de 1789. Volvió a Francia en julio de 1789, después de haber enviado con éxito plantas exóticas y de especias para aclimatarse en los jardines botánicos de Cayena (Guayana francesa), Martinica y Santo Domingo (República Dominicana). Llevar también a Francia material de herbario recogido en África, América del Sur y las Indias Occidentales por el gran naturalista francés Lamarck. Martin terminó su viaje con el transporte de plantas de especias a Port-au-Prince, y también le trajo a Thorin plantas para el Jardin du Roi.

### Consejero en la Guayana francesa
En 1790 fue nombrado director del cultivo de plantas de especias en el jardín de aclimatación en Cayena. Luego fue enviado de nuevo a Sudamérica, para supervisar el cultivo de plantas de especias. Al regresar a Francia durante las guerras napoleónicas de mayo de 1803, su barco, el buque de guerra francés L'Union, fue capturado por dos corsarios británicos. Martin fue encarcelado, el barco y el contenido posteriormente se vendieron; una colección de sus plantas de herbario fue subastada en Inglaterra. Material comprado por A. B. Lambert fue adquirido por el Museo Británico en 1842 durante la subasta del herbario de Lambert. El resto de la colección de Martin fue adquirido por el Museo Británico con el herbario de E. Rudge en 1847.

## En la ciencia
- La abreviatura «Jos.Martin» se emplea para indicar a Joseph Martin como autoridad en la descripción y clasificación científica de los vegetales.[5]